# Flávio Amado
Pour les articles homonymes, voir Amado.
Flávio Amado, né le 30 décembre 1979 à Luanda, est un footballeur angolais. Il joue au poste d'attaquant.
Il est à ce jour le seul buteur angolais en Coupe du monde. En 2006, en Allemagne, il ouvre le score face à l'Iran. Le score final de cette rencontre (1-1), ne permet cependant pas à l'Angola de se qualifier pour la phase à élimination directe.

## Carrière

### En club
Il a participé au Championnat du monde des clubs 2006.

### En équipe nationale
Flávio participe à la coupe du monde 2006 avec l'équipe d'Angola.
Flávio a fêté sa 1re sélection sous le maillot de l'Angola le 3 septembre 2000
contre le Burundi (Burundi-Angola).
Il a marqué le premier but de l'Angola en Coupe du monde contre l'Iran avant de finir 3e de leur poule et d'être éliminé de la Coupe du monde.

## Palmarès
- Double champion de la COSAFA 2000 et 2004
- Finaliste de la COSAFA 2006
- Double champion d'Angola 2000 et 2001
- Double champion de la coupe d'Angola 2000 et 2002
- Supercoupe d'Angola en 2002
- Triple vainqueur de la ligue des champions d'Afrique 2005, 2006 et 2008
- 4 fois champion d'Égypte en 2005-06, 2006-07, 2007-08 et 2008-09
- Double vainqueur de la coupe d'Égypte 2006 et 2008
- Vainqueur de la supercoupe d'Égypte 2005, 2006, 2007 et 2008
- 3e place de la FIFA coupe du monde des clubs au Japon 2006

## Distinctions personnelles
- 3e buteur de l'histoire de la Ligue des champions de la CAF avec 30 buts.
- Meilleur joueur de la Ligue des champions de la CAF en 2001.
- Trophée spécial avec Petro Atletico en 2001
- Meilleur buteur de la saison 2006-2007 du championnat égyptien avec 17 buts.